# Монтелпаро
Монтелпаро (итал. Montelparo) насеље је у Италији у округу Фермо, региону Марке.
Према процени из 2011. у насељу је живело 241 становника. Насеље се налази на надморској висини од 543 м.

## Становништво
| 1931. | 1936. | 1951. | 1961. | 1971. | 1981. | 1991. | 2001. | 2011. |
| ----- | ----- | ----- | ----- | ----- | ----- | ----- | ----- | ----- |
| 2.120 | 2.358 | 2.310 | 1.886 | 1.268 | 1.121 | 1.002 | 964   | 861   |